# Caridinides wilkinsi
Caridinides wilkinsi is een garnalensoort uit de familie van de Atyidae. De wetenschappelijke naam van de soort is voor het eerst geldig gepubliceerd in 1926 door Calman.